# 卡莫多阶梯

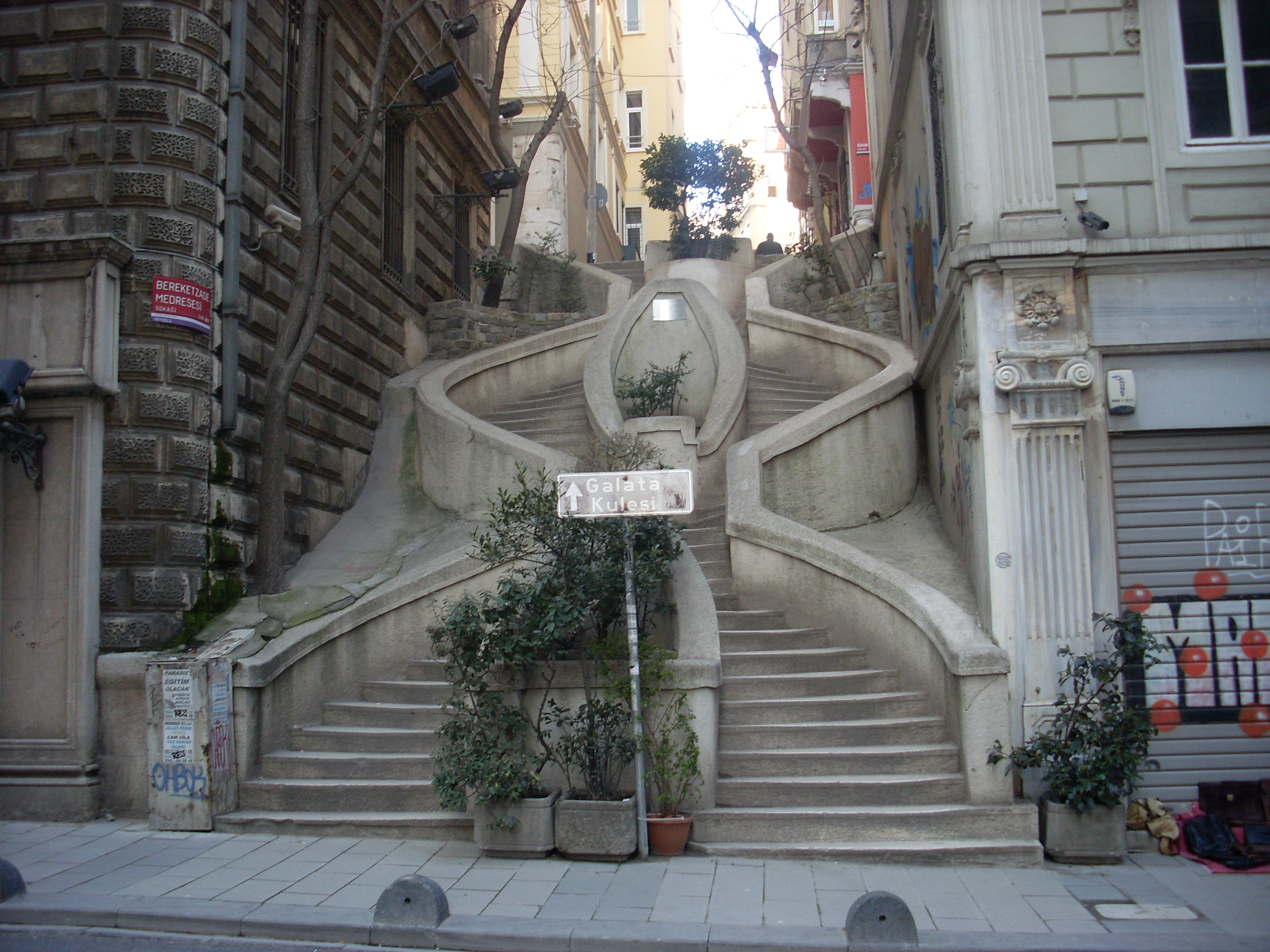
卡莫多阶梯

卡莫多阶梯（Kamondo Merdivenleri）位于伊斯坦布尔贝伊奥卢区的卡拉柯伊街区（旧名加拉达），银行街（Bankalar Caddesi）和银行家街（Banker Sokağı）路口， 新艺术运动风格。
1850年，该区最重要的银行家家族之一卡莫多家族修剪此阶梯。当时的银行家街称为卡莫多街（Rue Camondo），阶梯因而得名。

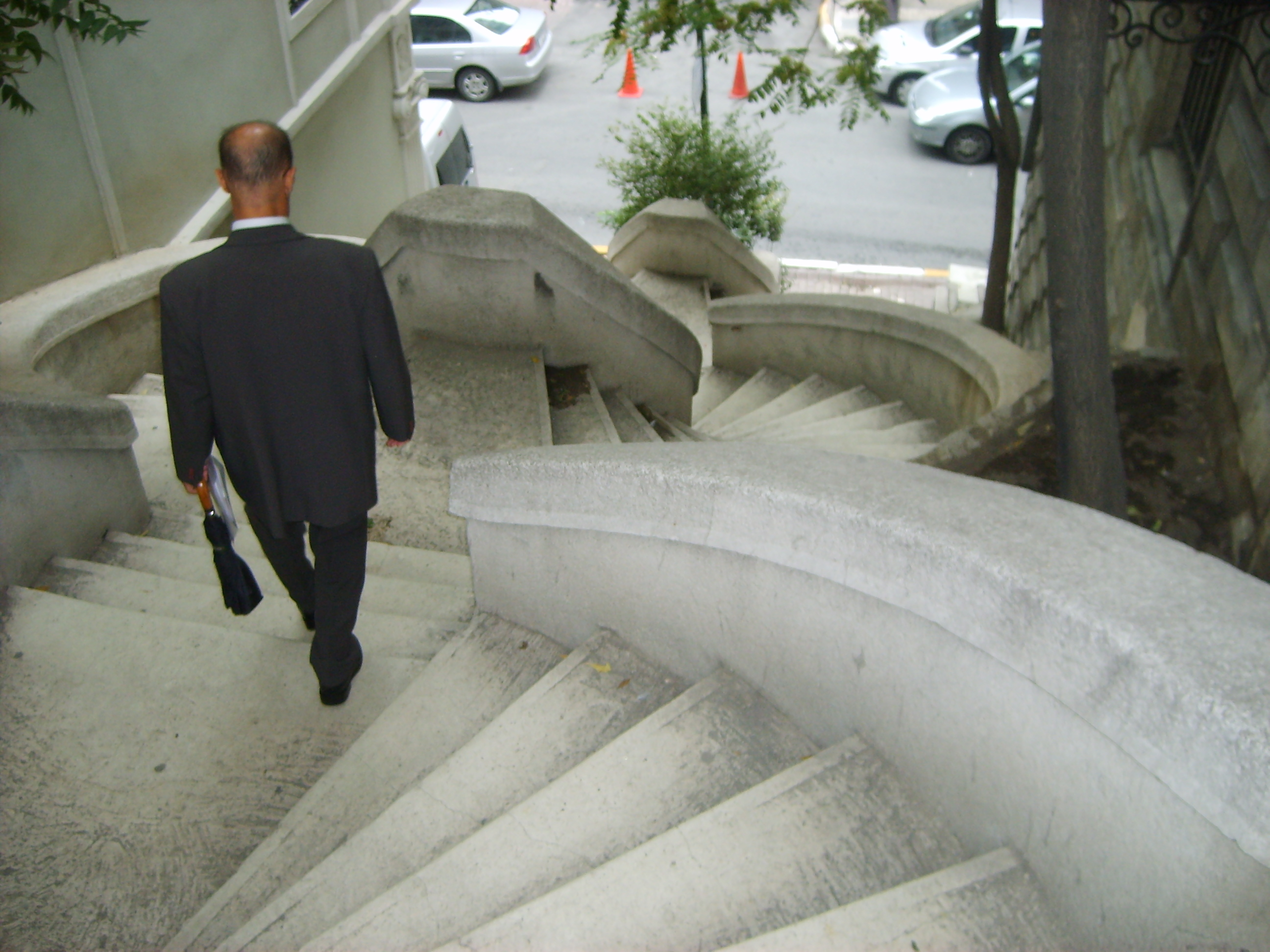
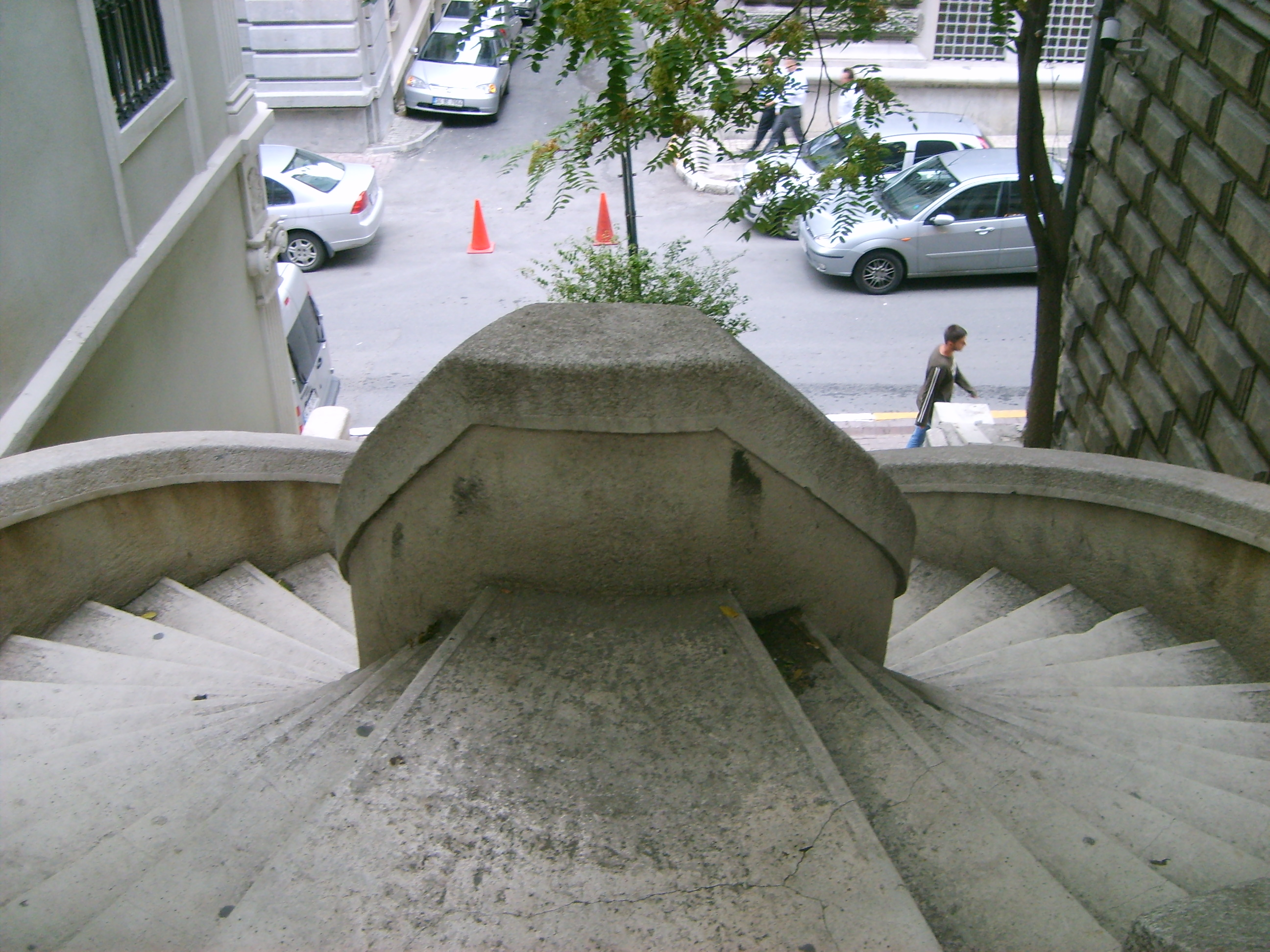
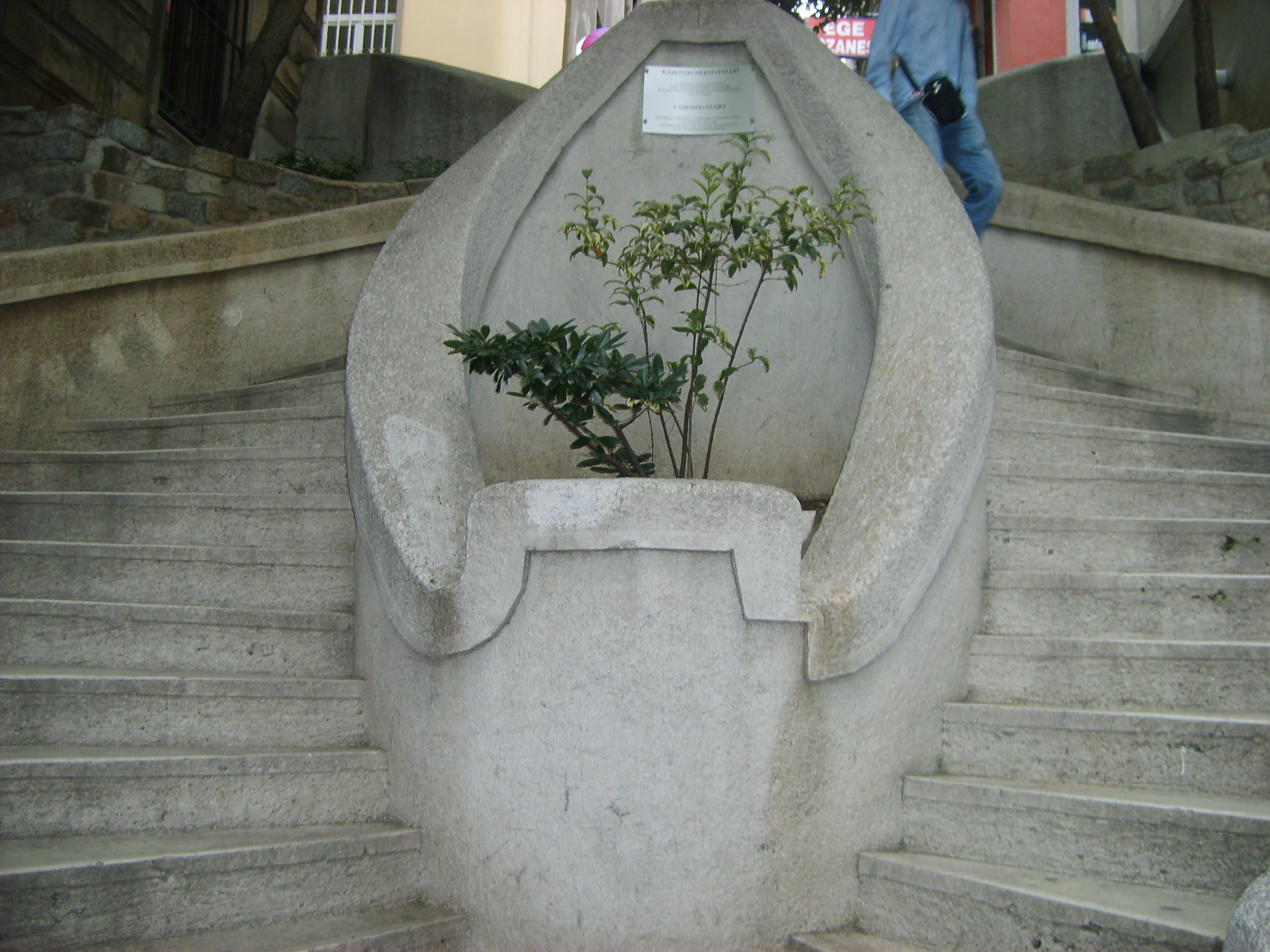